# Tête de La Cobata
La tête de La Cobata est une tête colossale olmèque, découverte sur le site de La Cobata au Mexique.

## Caractéristiques
Le tête de La Cobata est une sculpture de basalte, mesurant 3,4 m de hauteur pour 3 m de largeur et 3 m de profondeur ; elle pèse 40 t. Il s'agit de la plus grande des 17 têtes colossales olmèques connues.
Comme les autres têtes colossales olmèques, le tête de La Cobata représente un visage humain. Ses yeux sont clos, son nez épaté et sans narines et sa bouche n'est pas sculptée de façon réaliste. La coiffe est un simple bandeau horizontal.
Plusieurs caractéristiques de la tête suggère qu'elle n'est pas terminée, comme le manque de symétrie sous la bouche ou la zone de pierre brute au-dessus de la base. La roche n'est pas enlevée autour des oreilles comme sur les autres têtes et ne se rétrécit pas vers la base. De grandes parties du monument semblent simplement ébauchées. L'oreille droite est incomplète ; la partie avant est marquée par une ligne tandis que la partie arrière est sculptée en relief, indiquant probablement que la joue et l'œil droits ne sont pas non plus terminés.

## Historique
La région de La Cobata est la source du basalte utilisé pour toutes les têtes colossales. La tête de La Cobata est découverte en 1970, la 15e connue, dans un col de montagne de la Sierra de los Tuxtlas, sur la pente nord du volcan El Vigia près de Santiago Tuxtla,. Sa localisation initiale n'est pas un site archéologique majeur et il est probable que la tête a soit été abandonnée à sa source, soit pendant son transport.
La tête est stylistiquement distincte des autres exemples connus, et l'archéologue Beatriz de la Fuente la situe tardivement dans la chronologie olmèque. Les caractéristiques de la sculpture ont conduit certains chercheurs à suggérer qu'elle représente une personne décédée. Norman Hammond estime pour sa part que les différences stylistiques proviennent de son état non-terminé plutôt que d'une production tardive. La tête de La Cobata est très certainement sculptée dans un rocher brut plutôt que dans un trône préexistant.
La tête réside actuellement sur la place principale de Santiago Tuxtla, Veracruz.